# Comuna Iaskivți, Derajnea
Iaskivți (în ucraineană Яськівці) este o comună în raionul Derajnea, regiunea Hmelnîțkîi, Ucraina, formată din satele Iaskivți (reședința) și Krasnosilka.

## Demografie
Componența lingvistică a comunei Iaskivți
     Ucraineană (98,67%)
     Rusă (1,1%)
     Alte limbi (0,11%)
Conform recensământului din 2001, majoritatea populației comunei Iaskivți era vorbitoare de ucraineană (98,67%), existând în minoritate și vorbitori de rusă (1,1%).